# 서산 보원사지
서산 보원사지(瑞山 普願寺址)는 대한민국 충청남도 서산시 운산면 용현리에 있는 신라시대의 절터이다. 1987년 7월 18일 대한민국의 사적 제316호로 지정되었다.
대한민국의 보물로 지정된 석조, 당간지주, 오층석탑, 법인국사탑, 법인국사탑비 등이 남아 있다. 사역 내에서 금동여래입상이 출토된 바 있어 창건 시기를 백제 시대까지 올려볼 가능성이 유적이다. 2006년부터 2017년까지 국립부여문화재연구소에서 발굴조사를 진행하였다.

## 역사
보림사(寶林寺)에 있는 보조선사 체징(普照禪師 體徵)의 탑비에 “체징이 보원사에서 구족계를 받았다(827년)”는 기록에서 처음으로 보원사의 이름을 확인할 수 있다. 그 후 최치원의 《법장화상전》(法藏和尙傳)에 화엄종을 주종파로 하는 큰 사찰 중에 보원사를 언급하고 있다.
975년에 법인국사 탄문이 보원사에서 입적하였고, 《고려사》에는 1530년에 보원사 계단(戒壇)에서 경율시험을 봤다는 기록이 있다. 조선시대의 《신증동국여지승람》에 “보원사가 상왕산에 있다”고 하여 16세기까지 계속 유지되었던 것으로 보인다. 1619년에 발간된 서산과 태안의 지방지 성격을 갖는 《호산록》(湖山錄)에서 보원사가 강당사(講堂寺)로 바뀐 것으로 기록되어 있다. 이후 1871년에 발간된 《호서읍지》(湖西邑誌)에는 현재 국립중앙박물관이 소장하고 있는 철조여래좌상의 양손이 없다고 기록하고 있어 이 시기부터 사세가 기울었던 것으로 추정된다.

## 문화재

### 서산 보원사지 석조
남북국 시대 신라의 승려들이 물을 담아 쓰던 석조(돌그릇)이다. 이 석조는 화강석의 통돌을 파서 만든 직사각형 모양으로 통일신라시대의 일반적 형식을 보인다. 규모가 거대하며 표면에 아무 장식이 없어 장중해 보인다. 조각수법이 간결하고 소박하면서도 약 4톤의 물을 저장할 수 있을 정도로 규모가 커 웅장한 느낌을 주는데 이를 통해 당시 사찰의 규모를 짐작해볼 수 있다. 1963년 1월 21일 대한민국의 보물 제102호로 지정되었다.

### 서산 보원사지 당간지주
이 당간지주는 절터 동쪽에 있으며, 70cm정도 간격을 두고 마주 서 있다. 안쪽면에는 아무런 장식이 없으나, 바깥면에는 가장자리를 따라 넓은 띠를 새겼다. 기둥의 윗부분은 안쪽에서 바깥쪽으로 모를 둥글게 깎아 놓은 형태이고, 아래로 내려올수록 폭이 약간 넓어져 안정감이 느껴진다. 지주의 마주보는 안쪽에는 꼭대기에 네모난 홈을 중앙에 팠고, 아래부분에도 네모난 구멍을 뚫어 당간을 고정시키도록 하였다. 당간을 받치던 받침돌은 직사각형으로 2단이며, 윗면의 중앙에는 당간을 끼우기 위한 둥근 구멍이 파여져 있다. 양식과 조각수법이 화려하고 장식적이며 발달된 모습이어서, 통일신라시대의 작품으로 보인다. 주변의 유물들이 통일신라 말에서 고려 초에 걸쳐 만들어진 것으로 이를 뒷받침해주고 있다. 1963년 1월 21일 대한민국의 보물 제103호로 지정되었다.

### 서산 보원사지 오층석탑
보원사지 오층석탑(普願寺址 五層石塔)은 보원사지에 위치한 석탑으로 대한민국의 보물 제104호이다. 고려 초기의 탑파 양식을 보여주며, 높이가 9m나 되는 큰 탑이다. 하성 기단의 각 면에 사자 모양을 새기고 상성 기단의 각 면에는 팔부신중을 새겨 신라 말기 석탑의 수법을 보여준다. 한편 얇고 길게 뻗은 처마가 백제의 전통을 따르고 있어 매우 특이하다. 1963년 1월 21일 대한민국의 보물 제104호로 지정되었다.

### 서산 보원사지 법인국사탑
이 탑은 법인국사 탄문(坦文)의 사리를 모셔놓고 있다. 법인국사는 신라 말과 고려 초에 활약한 유명한 승려로, 광종 19년(968)에 왕사(王師), 974년에 국사(國師)가 되었고, 그 이듬해 이 곳 보원사에서 입적하였다. 978년에 왕이 ‘법인(法印)’이라 시호를 내리고, '보승(寶乘)'이라는 사리탑의 이름을 내렸다. 1963년 1월 21일 대한민국의 보물 제105호로 지정되었다.

### 서산 보원사지 법인국사탑비
고려시대의 승려 법인국사 탄문을 기리는 탑비이다. 비받침인 귀부(龜趺)는 거북모양이나, 머리는 여의주를 물고 있는 용의 모습으로, 목은 앞으로 빼고 콧수염은 뒤로 돌아 있으며 눈은 크게 튀어 나와 있다. 등 위에는 3단받침을 하고 비를 얹었으며, 비머리는 네 귀퉁이에서 안쪽을 바라보는 용을 새기고, 앞·뒷면에는 구름무늬를 조각하였다. 서산 보원사지 법인국사탑과 나란히 서 있다. 1963년 1월 21일 대한민국의 보물 제106호로 지정되었다.

## 사진

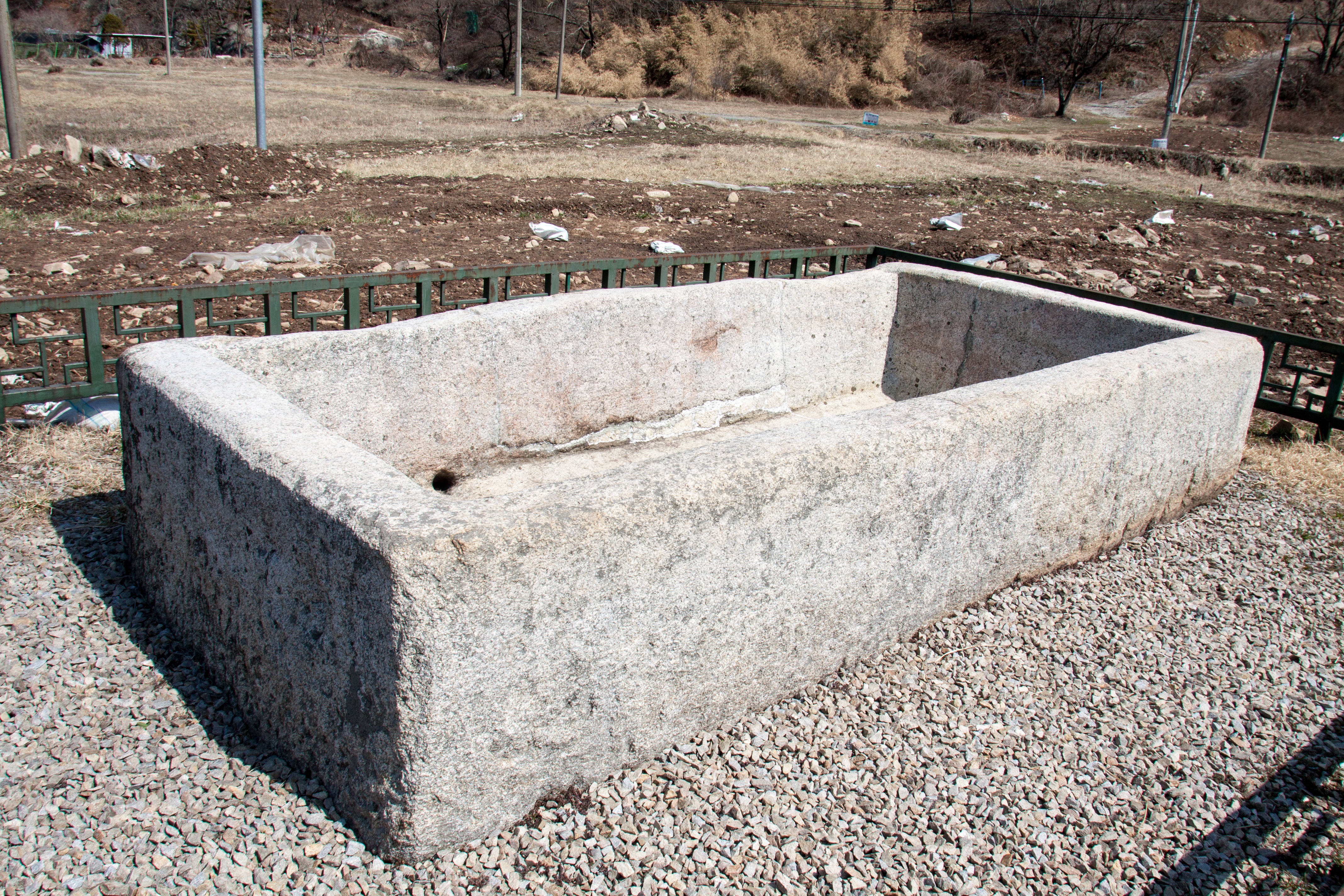
석조
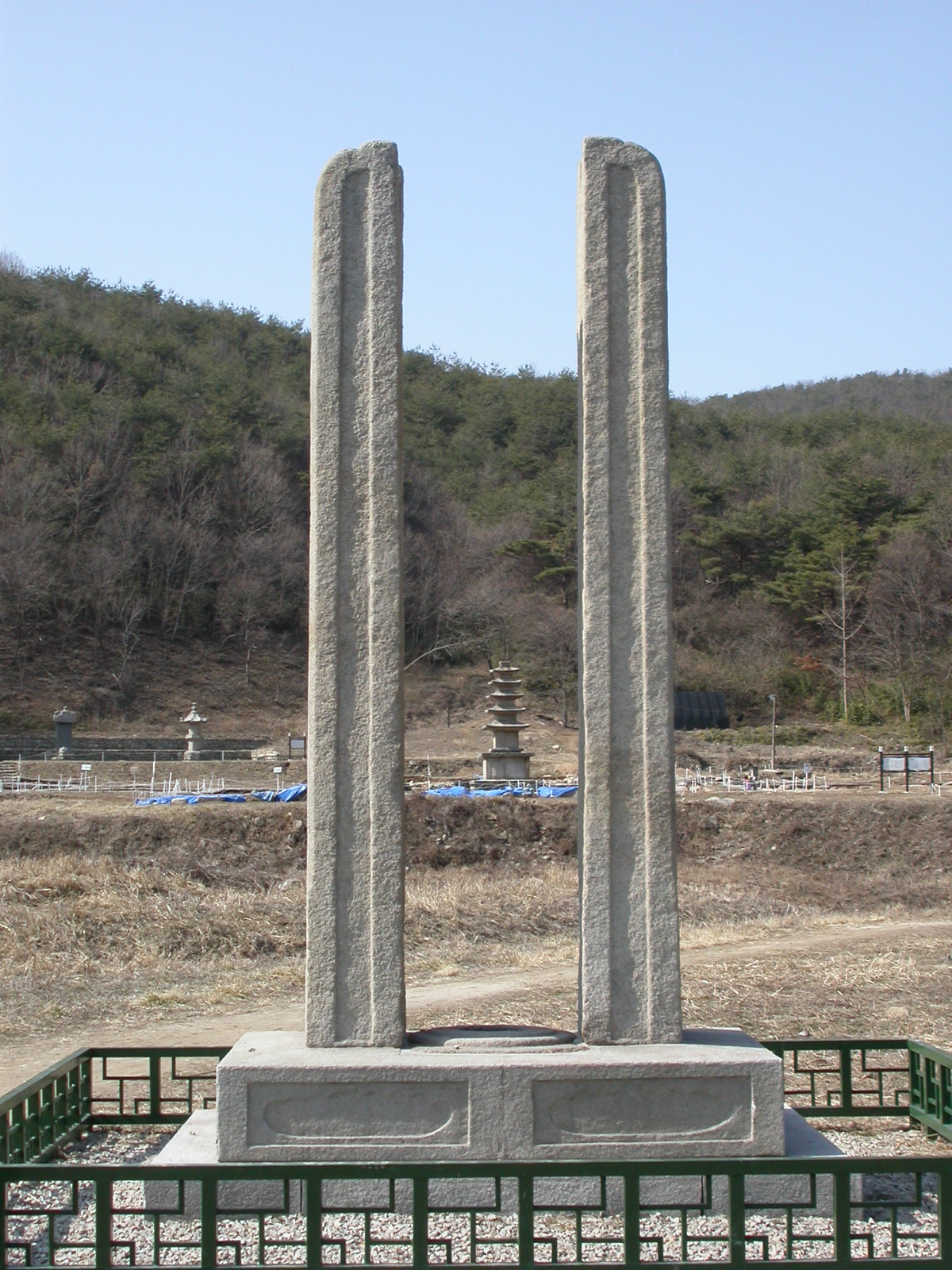
당간지주
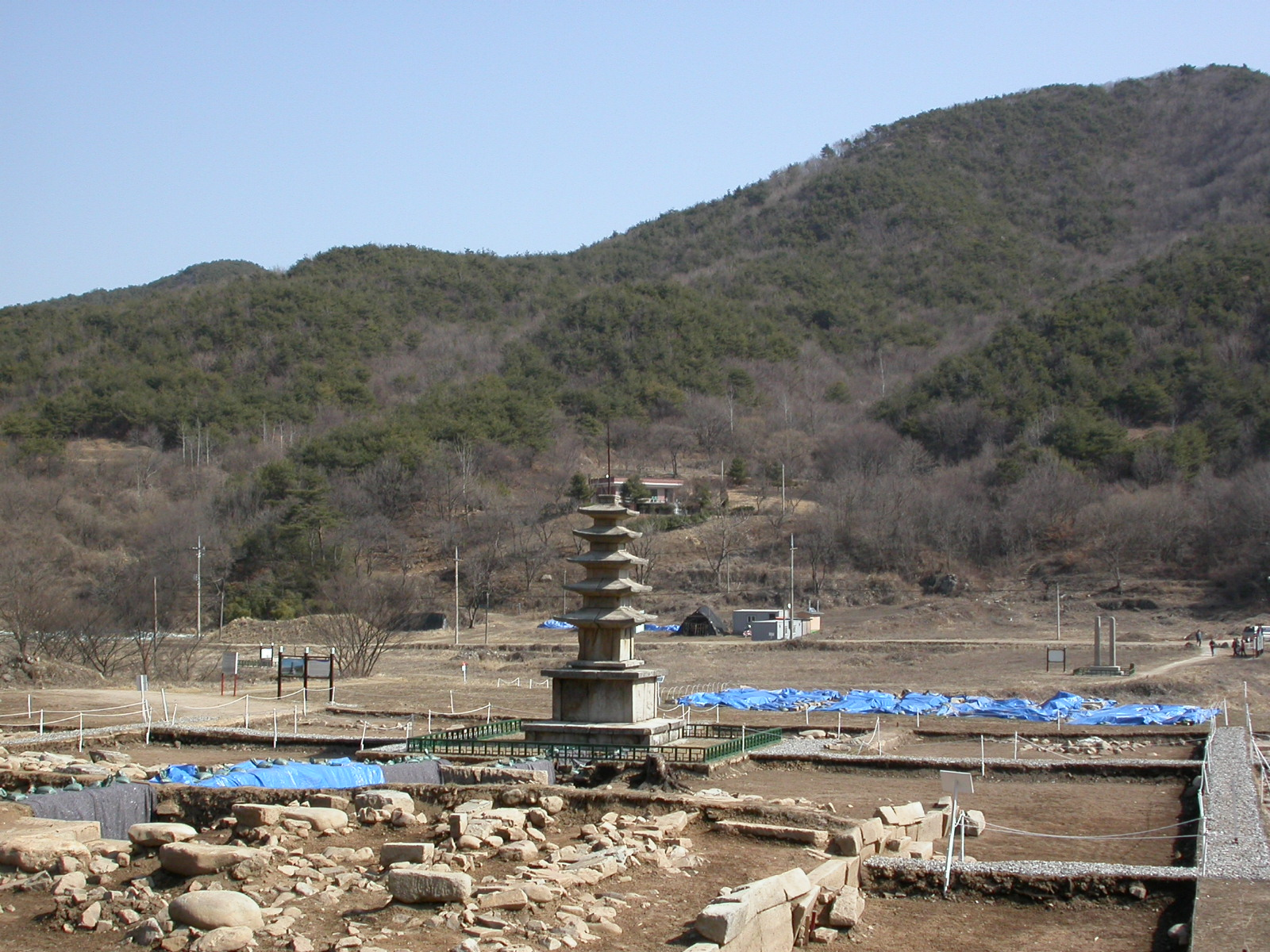
오층석탑
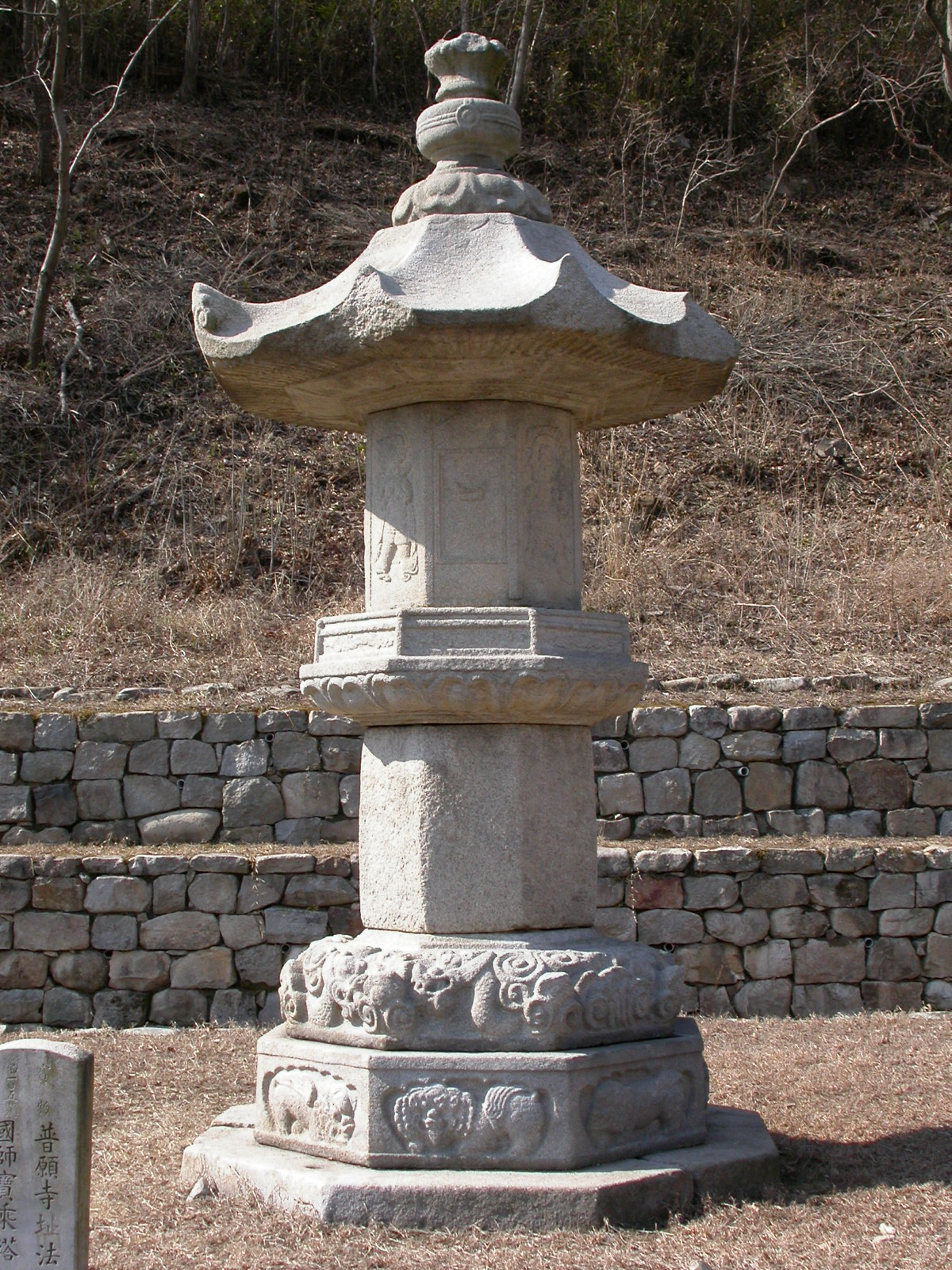
법인국사탑
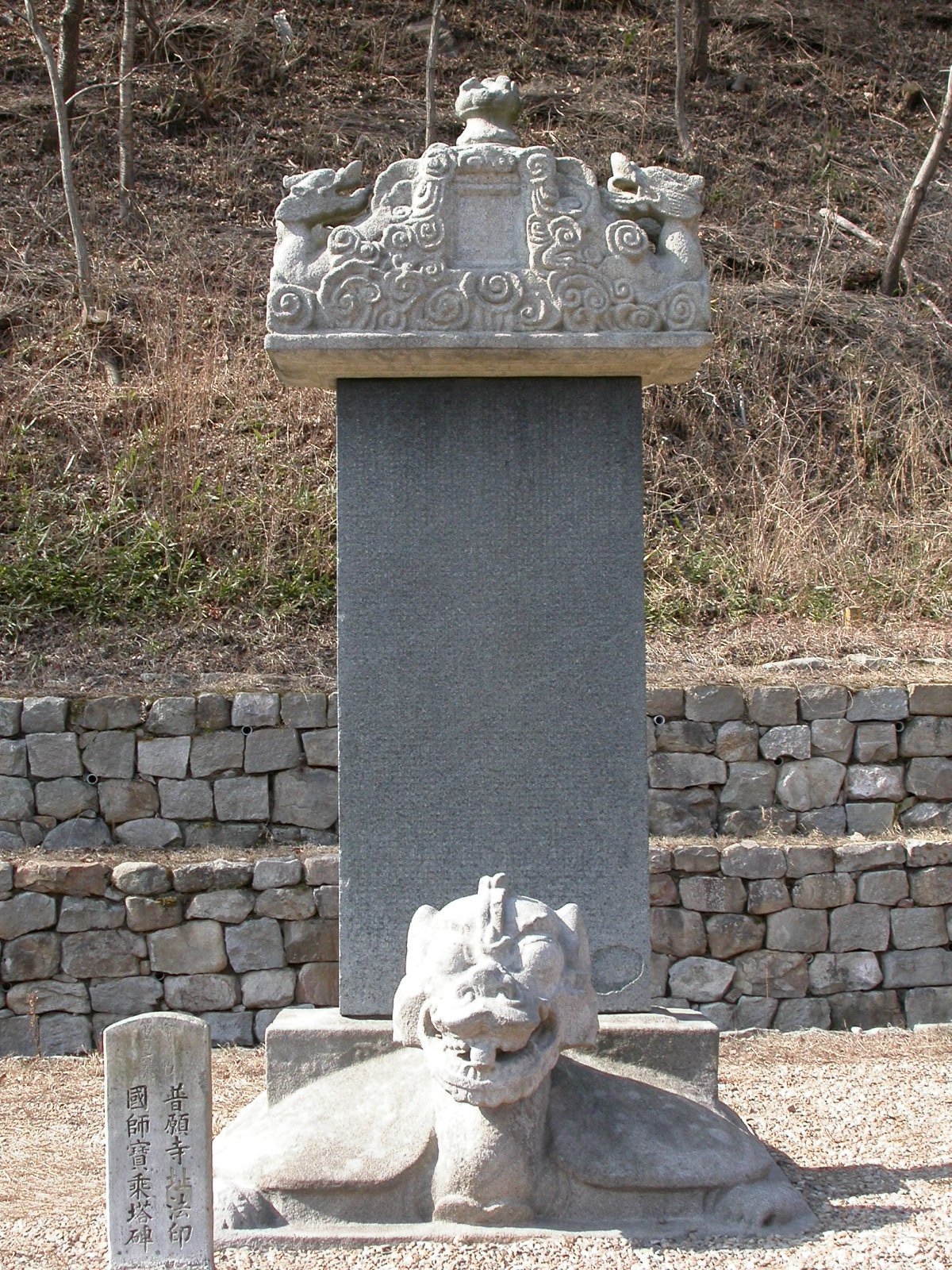
법인국사탑비

## 참고 자료
- 서산 보원사지 - 국가유산청 국가유산포털
- 서산 보원사지 - 한국향토문화전자대전
- 서산 보원사지 - 대한민국 구석구석